# Amata genzana
Amata genzana là một loài bướm đêm thuộc phân họ Arctiinae, họ Erebidae.